# Śuddhodana
Śuddhodana (Sánscrito: शुद्धोदन; Pali: Suddhōdana), que significa "el que cultiva arroz puro", fue un líder de los Shakya, que vivió en una república oligárquica en el actual Nepal, con su capital en Kapilavastu. También fue el padre de Siddhartha Gautama, quien más tarde se convirtió en Buddha.
En interpretaciones posteriores de la vida de Buddha, a menudo se hacía referencia a Śuddhodana como un rey, aunque ese estatus no se puede establecer con confianza y, de hecho, los académicos modernos lo cuestionan.

## Familia
El primer predecesor del rey Sudhdhodhana fue el rey Maha Sammatha (o el primer rey de Kalpa). El padre de Śuddhodana era Sihahanu y su madre Kaccanā. La principal consorte de Suddhodana era Maha Maya, con quien tuvo a Siddhartha Gautama (quien más tarde sería conocido como Shakyamuni, el "Sabio de los Shakyas", o Buddha). Maya murió poco después del nacimiento de Siddhartha. Después Suddhodana elevó a consorte principal a la hermana de Maya, Mahapajapati Gotami, con quien tuvo un segundo hijo, Nanda, y una hija, Sundarī Nandā. Ambos niños se convirtieron en monásticos budistas.
A la edad de 16 años Siddhartha se casó con su prima Yasodharā, la sobrina de Maha Maya y Mahapajapati. Tradicionalmente se decía que el padre de Yasodhara era Suppabuddha, pero según algunos relatos era Dandapani.

## Biografía

### Cuestiones sobre el estatus real
Aunque con frecuencia se lo representa y se hace referencia a él como un rey, los estudios más recientes sobre el tema refutan la noción de que Śuddhodana era un monarca. Muchos investigadores notables afirman que la república de Shakya no era una monarquía sino más bien una oligarquía, gobernada por un consejo de élite de la casta guerrera y ministerial que elegía a su líder o rājā. Si bien el rājā pudo haber tenido una autoridad considerable en la tierra natal de los Shakya, no gobernó de manera autocrática. Las cuestiones de importancia se debatían en el consejo de gobierno y las decisiones se tomaban por consenso.  Furthermore, by the time of Siddharta's birth, the Shakya republic had become a vassal state of the larger Kingdom of Kosala. Además, en el momento del nacimiento de Siddharta, la república Shakya se había convertido en un estado vasallo del Reino más grande de Kosala. El jefe del consejo oligárquico de Shakya, el rājā, solo asumiría y permanecería en el cargo con la aprobación del Rey de Kosala.

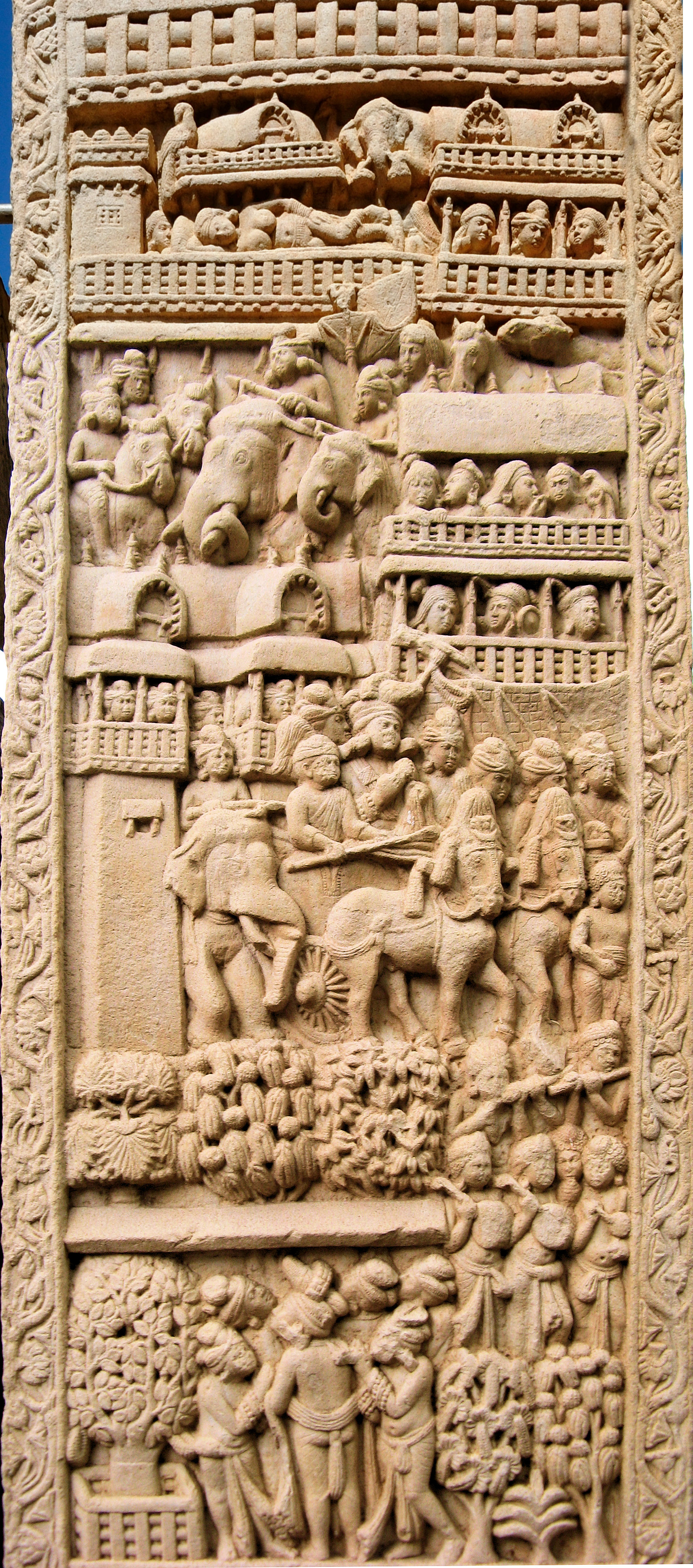
Procesión del rey Suddhodana de Kapilavastu, procediendo a encontrarse con su hijo Buddha caminando en el aire (cabezas levantadas hacia arriba en la parte inferior del panel), y para darle un árbol de Baniano (esquina inferior izquierda). Sanchi.

Los primeros textos budistas disponibles no identifican a Śuddhodana ni a su familia como miembros de la realeza. En textos posteriores ha podido haber una mala interpretación de la palabra pali rājā, que puede significar alternativamente rey, príncipe, gobernante o gobernador. O como se señala en un artículo sobre Budismo: "Algunas de las historias sobre Buddha, su vida, enseñanzas y afirmaciones sobre la sociedad en la que creció pueden haber sido inventadas e interpoladas en un momento posterior de los textos budistas".

### El nacimiento de Siddhartha y la Gran Renunciación
Siddhartha Gautama nació en Lumbini y se crio en la capital Shakya de Kapilavastu. Según la leyenda, Śuddhodana hizo todo lo posible para evitar que Siddhartha se convirtiera en śramaṇa. Pero a la edad de 29 años, después de experimentar las Cuatro Visiones, Siddhartha abandonó su hogar en busca de respuestas espirituales a la naturaleza insatisfactoria de la vida, dejando atrás a su esposa Yasodharā y a su pequeño hijo Rāhula. La historia de la partida de Siddhartha se llama tradicionalmente La Gran Renunciación (Mahābhiniṣkramaṇa).

### Vida posterior
Śuddhodana lamentó la partida de su hijo y dedicó un esfuerzo considerable en intentar localizarlo. Siete años más tarde, después de que la noticia de su iluminación llegara a Suddhodana, envió a nueve emisarios para invitar a Siddhartha a que regresara a la tierra de los Shakya. Buddha predicó a los emisarios y a su séquito, quienes se unieron a la Sangha.
Poco después Śuddhodana envió a un amigo cercano de Siddhartha, Kaludayi, para invitarlo a regresar a palacio. Kaludayi también eligió hacerse monje, pero cumplió con su palabra de invitar a Buddha a que regresara de nuevo a palacio. Buddha aceptó la invitación de su padre y volvió a visitar su hogar.
Durante esta visita predicó el Dharma a Suddhodana. Cuatro años más tarde, cuando Buddha se enteró de la inminente muerte de su padre volvió una vez más a palacio, ya que su padre quería volver a verlo antes de fallecer, y Buddha siguió predicando el Dharma a su padre en su lecho de muerte. Finalmente Suddhodana alcanzó el estado de Arahant.